# Rubus wahlbergii
{{#ifeq:0|0|{{#if:Rubus wahlbergii|{{#if:|[[]}}|[[]]}}}}
Rubus wahlbergii — вид квіткових рослин з родини трояндових (Rosaceae). Ареал: пн. Чехія, Данія, Німеччина, Норвегія, Польща, Швеція, Північна Македонія.
Вид, що зустрічається в розрізнених місцях на південному заході Польщі; росте вздовж доріг, у селах, у рудеральних місцях.